# Фестиваль Рамадан у Сараєво
Фестиваль Рамадан у Сараєво (босн. Sarajevo Ramazan Festival) — релігійно-культурний фестиваль у Сараєво, Боснія і Герцеговина, присвячений святому для ісламу місяцю Рамадан. Фестиваль був заснований у 2014 році Фондом «Сараєвський навігатор» і Зоною поліпшеного бізнесу Башчаршія у співпраці з проектом Європейського Союзу PHEENIX — Культура для майбутнього. Фестиваль схвалений Сараєвським інститутом сходознавства. Метою фестивалю є створення міжрелігійного діалогу та сприяння миру, примиренню та солідарності між релігійними групами через презентацію ісламського мистецтва та культури.

## Формат
Фестиваль триває протягом Рамадану і складається з численних програм, які проводяться по всьому місту. Іфтар під відкритим небом, вечірня трапеза після заходу сонця, якою мусульмани завершують денний піст у Рамадан, відкритий як для мусульман, так і для немусульман, організовується щовечора у фортеці Жута Табіджа, звідки відкривається вид на місто. У бібліотеці Газі Хусрев-бека проводяться виставки ісламського мистецтва, зокрема каліграфії, живопису, кераміки та маркетрі, де також читання відомої ісламської поезії. Ще одна з численних програм фестивалю — ярмарок книговидавництв з ісламського мистецтва. Інтерактивні лекції, панельні дискусії та запитання та відповіді з ісламської теології, культури та мистецтва проводяться в бібліотеці Газі Хусрев-бека та Медресе Газі Хусрев-бека. Серед лекторів та спікерів були Великий муфтій Гусейн Кавазович, історик ісламського мистецтва Сабіха Аль Хемір, німецький сходознавець Стефан Вебер та інші. У Національному театрі Сараєва проводяться концерти різних ісламських музичних стилів, таких як Нашид, Зікр або традиційна боснійська севдалінка. Церемонії відкриття та закриття фестивалю проходять у фортеці Жута Табія.